# Olimpíada d'escacs de 1986
L'Olimpíada d'escacs de 1986 fou un torneig d'escacs per equips nacionals que se celebrà entre el 14 de novembre i el 2 de desembre de 1986 a Dubai, als Emirats Àrabs Units. Va ser la vint-i-setena edició oficial de les Olimpíades d'escacs, i va incloure tant una competició absoluta com una de femenina. També s'hi va celebrar, conjuntament, l'Assemblea General de la FIDE.
Israel, formalment en guerra amb els Emirats, no va participar en la competició; alguns països europeus, com Dinamarca, els Països Baixos, Noruega i Suècia no s'hi presentaren per solidaritat.

## Torneig obert
Al torneig obert hi participaren 108 equips (dos dels quals eren dels Emirats Àrabs), compostos per un màxim de sis jugadors (dos dels quals eren suplents), per un total de 641 jugadors. El torneig es disputà per sistema suís, a 14 rondes.
Des de les primeres rondes, se situaren al capdavant de la classificació un grup d'equips entre els quals hi havia Hongria, els Estats Units, Anglaterra, Islàndia i la Unió Soviètica: aquesta última va tenir una sèrie de resultats decebedors, inclosos tres empats consecutius, i una derrota contra els Estats Units, amb derrotes individuals de Kaspàrov i Kàrpov.
Després de caure fins al cinquè lloc, els soviètics es van recuperar guanyant França per 3,5-0,5; a les darreres rondes la lluita per la medalla d'or es concentrava entre els Estats Units, Anglaterra, i l'URSS: els estatunidencs conservaren un punt d'avantatge sobre els dos rivals fins a dues rondes del final, però un emparellament amb Bulgària a la darrera ronda els va fer caure fins al tercer lloc, sobrepassats pels soviètics i els anglesos, que guanyaren ambdós per 4-0 contra, respectivament, Polònia i el Brasil.

### Resultats per equips
| Pos.              | Equip           | Jugadors | Elo  | Punts |
| ----------------- | --------------- | --- | ---- | ----- |
| Medalla d'or      | Unió Soviètica  | GM Garri Kaspàrov, GM Anatoli Kàrpov, GM Andrei Sokolov, GM Artur Iussúpov, GM Rafael Vaganian, GM Vitali Tseixkovski                             | 2681 | 40    |
| Medalla de plata  | Anglaterra      | GM Anthony Miles, GM John Nunn, GM Nigel Short, GM Murray Chandler, GM Jonathan Speelman, MI Glenn Flear                                          | 2585 | 39,5  |
| Medalla de bronze | Estats Units    | GM Yasser Seirawan, GM Larry Christiansen, GM Lubomir Kavalek, MI John Fedorowicz, GM Nick De Firmian, MI Maxim Dlugy                             | 2555 | 38,5  |
| 4                 | Hongria         | GM Lajos Portisch, GM Zoltán Ribli, GM Gyula Sax, GM József Pintér, GM András Adorján, GM István Csom                                             | 2584 | 34,5  |
| 5                 | Islàndia        | GM Helgi Ólafsson, GM Jóhann Hjartarson, MI Jón Árnason, MI Margeir Pétursson, GM Guðmundur Sigurjónsson, MI Karl Þorsteins                       | 2526 | 34    |
| 6                 | Bulgària        | GM Kiril Gueorguiev, GM Vantzislav Inkiov, GM Petar Velikov, GM Ivan Radulov, MI Krum Gueorguiev, Bogomil Andonov                                 | 2479 | 34    |
| 7                 | R.P. de la Xina | Xu Jun, MI Ye Jiangchuan, MI Li Zunian, Yang Xian, Lin Ta, MI Liang Jinrong                                                                       | 2448 | 34    |
| 8                 | Txecoslovàquia  | GM Jan Smejkal, GM Ľubomír Ftáčnik, GM Vlastimil Jansa, GM Karel Mokrý, GM Ján Plachetka, GM Jiří Lechtýnský                                      | 2523 | 33    |
| 9                 | Cuba            | GM Jesús Nogueiras, GM Guillermo García, GM Amador Rodríguez Céspedes, GM Silvino García Martínez, MI Reynaldo Vera González, MF Walter Arencibia | 2510 | 33    |
| 10                | França          | GM Borís Spasski, MI Aldo Haïk, MI Gilles Miralles, MI Olivier Renet, MI Bachar Kouatly, MI Mershad Sharift                                       | 2499 | 33    |

### Resultats individuals

#### MillorperformanceElo
|                   | Jugador            | País           | Tauler | Punts | Partides | Elo inicial | Performance |
| ----------------- | ------------------ | -------------- | ------ | ----- | -------- | ----------- | ----------- |
| Medalla d'or      | GM Garri Kaspàrov  | Unió Soviètica | 1      | 8,5   | 11       | 2740        | 2746        |
| Medalla de plata  | GM Artur Iussúpov  | Unió Soviètica | 4      | 10    | 12       | 2660        | 2741        |
| Medalla de bronze | GM Murray Chandler | Anglaterra     | 4      | 9     | 11       | 2565        | 2711        |

#### Primer tauler
|                   | Jugador           | País            | Punts | Partides | Percentatge |
| ----------------- | ----------------- | --------------- | ----- | -------- | ----------- |
| Medalla d'or      | GM Garri Kaspàrov | Unió Soviètica  | 8,5   | 11       | 77,3        |
| Medalla de plata  | MI Josef Klinger  | Àustria         | 9     | 12       | 75          |
| Medalla de bronze | GM Eugenio Torre  | Filipines       | 9,5   | 13       | 73,1        |
| Medalla de bronze | Xu Jun            | R.P. de la Xina | 9,5   | 13       | 73,1        |

#### Segon tauler
|                   | Jugador                     | País       | Punts | Partides | Percentatge |
| ----------------- | --------------------------- | ---------- | ----- | -------- | ----------- |
| Medalla d'or      | MI Imed Abdelnabbi          | Egipte     | 9,5   | 12       | 79,2        |
| Medalla de plata  | MI Utut Adianto             | Indonèsia  | 11    | 14       | 78,6        |
| Medalla de bronze | William Charpentier Morales | Costa Rica | 9,5   | 13       | 73,1        |

#### Tercer tauler
|                   | Jugador                 | País       | Punts | Partides | Percentatge |
| ----------------- | ----------------------- | ---------- | ----- | -------- | ----------- |
| Medalla d'or      | GM Nigel Short          | Anglaterra | 10    | 13       | 76,9        |
| Medalla de plata  | Carlos Matamoros Franco | Equador    | 9,5   | 13       | 73,1        |
| Medalla de bronze | MI Lawrence Day         | Canadà     | 8     | 11       | 72,7        |

#### Quart tauler
|                   | Jugador            | País           | Punts | Partides | Percentatge |
| ----------------- | ------------------ | -------------- | ----- | -------- | ----------- |
| Medalla d'or      | GM Artur Iussúpov  | Unió Soviètica | 10    | 12       | 83,3        |
| Medalla de plata  | GM Murray Chandler | Anglaterra     | 9     | 11       | 81,8        |
| Medalla de bronze | Markus Thole       | Zàmbia         | 10,5  | 13       | 80,8        |

#### Cinquè tauler (primer suplent)
|                   | Jugador              | País        | Punts | Partides | Percentatge |
| ----------------- | -------------------- | ----------- | ----- | -------- | ----------- |
| Medalla d'or      | Luis Muñiz           | Puerto Rico | 6     | 7        | 85,7        |
| Medalla de plata  | GM Jonathan Speelman | Anglaterra  | 7     | 9        | 77,8        |
| Medalla de bronze | Robert Kuczynski     | Polònia     | 7,5   | 10       | 75          |

#### Sisè tauler (segon suplent)
|                   | Jugador        | País         | Punts | Partides | Percentatge |
| ----------------- | -------------- | ------------ | ----- | -------- | ----------- |
| Medalla d'or      | Ng Ek Teong    | Malàisia     | 6     | 7        | 85,7        |
| Medalla de plata  | Baha Abbas     | Iraq         | 7,5   | 9        | 83,3        |
| Medalla de bronze | MI Maxim Dlugy | Estats Units | 5,5   | 7        | 78,6        |

## Torneig femení
El torneig femení es jugà per sistema suís a 14 rondes, entre 49 equips d'un màxim de quatre jugadores (una suplent), per un total de 193 jugadores.
La competició fou dominada per la Unió Soviètica, que va romandre en solitari al primer lloc des de la sisena ronda al final. La Xina, segona fins a la novena ronda, fou superada per Hongria després de dues derrotes contra Polònia (1-2) i la RFA (0,5-2,5), i atrapada per Polònia i Romania. Aquesta última va obtenir mig punt d'avantatge a la penúltima ronda, i va acabar guanyant la medalla de bronze per bucholz.

### Resultats per equips
| Pos.              | Equip           | Jugadores                                                                                         | Elo  | Punts |
| ----------------- | --------------- | ------------------------------------------------------------------------------------------------- | ---- | ----- |
| Medalla d'or      | Unió Soviètica  | GMF Maia Txiburdanidze, GMF Elena Akhmilovskaya, GM Nona Gaprindaixvili, GMF Nana Aleksàndria     | 2358 | 33,5  |
| Medalla de plata  | Hongria         | GMF Zsuzsa Veröci, MIF Ildikó Mádl, GMF Mária Ivánka, MIF Mária Grosch                            | 2247 | 29    |
| Medalla de bronze | Romania         | GMF Margareta Mureşan, GMF Daniela Nuţu, GMF Elisabeta Polihroniade, MIF Gabriela Olăraşu         | 2178 | 28    |
| 4                 | R.P. de la Xina | GMF Liu Shilan, GMF Wu Mingqian, MIF An Yangfeng, He Tianjian                                     | 2133 | 28    |
| 5                 | Iugoslàvia      | MIF Gordana Marković, MFF Alisa Marić, MIF Suzana Maksimović, MIF Zorica Nikolin                  | 2190 | 25,5  |
| 6                 | RFA             | GMF Barbara Hund, MIF Petra Feustel, Bettina Trabert, Regina Grünberg                             | 2153 | 25    |
| 7                 | Polònia         | GMF Agnieszka Brustman, GMF Hanna Ereńska-Radzewska, MIF Małgorzata Wiese, MIF Grażyna Szmacińska | 2237 | 24,5  |
| 8                 | Anglaterra      | GMF Jana Miles, MIF Sheila Jackson, MIF Susan Arkell, Mandy Hepworth                              | 2222 | 24,5  |
| 9                 | Bulgària        | GMF Margarita Voiska, MIF Stefka Savova, MIF Pavlina Angelova, MIF Rumiana Gocheva                | 2148 | 23,5  |
| 10                | Cuba            | MIF Vivian Ramón Pita, MIF Asela De Armas, MIF Zirka Frometa, Maricela Palao                      | 2063 | 23    |

### Resultats individuals

#### MillorperformanceElo
|                   | Jugadora               | País            | Tauler | Punts | Partides | Elo inicial | Performance             |
| ----------------- | ---------------------- | --------------- | ------ | ----- | -------- | ----------- | ----------------------- |
| Medalla d'or      | GM Nona Gaprindaixvili | Unió Soviètica  | 3      | 10    | 10       | 2350        | {\displaystyle \infty } |
| Medalla de plata  | GMF Liu Shilan         | R.P. de la Xina | 1      | 11    | 14       | 2110        | 2393                    |
| Medalla de bronze | GMF Maia Txiburdanidze | Unió Soviètica  | 1      | 8     | 10       | 2435        | 2388                    |

#### Primer tauler
|                   | Jugadora               | País            | Punts | Partides | Percentatge |
| ----------------- | ---------------------- | --------------- | ----- | -------- | ----------- |
| Medalla d'or      | GMF Tatjana Lematschko | Suïssa          | 9,5   | 11       | 86,4        |
| Medalla de plata  | GMF Maia Txiburdanidze | Unió Soviètica  | 8     | 10       | 80          |
| Medalla de bronze | GMF Liu Shilan         | R.P. de la Xina | 11    | 14       | 78,6        |

#### Segon tauler
|                   | Jugadora        | País                | Punts | Partides | Percentatge |
| ----------------- | --------------- | ------------------- | ----- | -------- | ----------- |
| Medalla d'or      | Fraidah Karim   | Emirats Àrabs Units | 7     | 8        | 87,5        |
| Medalla de plata  | Deborah Cooper  | Gal·les             | 8     | 10       | 80          |
| Medalla de bronze | MIF Ildikó Mádl | Hongria             | 10,5  | 14       | 75          |

#### Tercer tauler
|                   | Jugadora                  | País                    | Punts | Partides | Percentatge |
| ----------------- | ------------------------- | ----------------------- | ----- | -------- | ----------- |
| Medalla d'or      | GM Nona Gaprindaixvili    | Unió Soviètica          | 10    | 10       | 100         |
| Medalla de plata  | Yadira Hernández Guerrero | Mèxic                   | 8,5   | 11       | 77,3        |
| Medalla de bronze | MIF Suzana Maksimović     | Plantilla:YUG 1943-1992 | 9     | 12       | 75          |
| Medalla de bronze | MIF Zirka Frometa         | Cuba                    | 9     | 12       | 75          |

#### Quart tauler (suplent)
|                   | Jugadora             | País      | Punts | Partides | Percentatge |
| ----------------- | -------------------- | --------- | ----- | -------- | ----------- |
| Medalla d'or      | MIF Gabriela Olăraşu | Romania   | 7     | 9        | 77,8        |
| Medalla de plata  | A. Mohammed          | Iraq      | 7,5   | 10       | 75          |
| Medalla de bronze | Urda Fogel           | Finlàndia | 8     | 11       | 72,7        |

## Participants
Varen participar en ambdós torneigs:
- Argentina
- Austràlia
- Àustria
- Bangladesh
- Bèlgica
- Brasil
- Bulgària
- R.P. de la Xina
- Colòmbia
- Cuba
- Emirats Àrabs Units
- Filipines
- Finlàndia
- França
- Gal·les
- RFA
- Jamaica
- Japó
- Grècia
- Guatemala
- Índia
- Indonèsia
- Anglaterra
- Iraq
- Irlanda
- Itàlia
- Iugoslàvia
- Malàisia
- Mèxic
- Nigèria
- Nova Zelanda
- Panamà
- Polònia
- Portugal
- Puerto Rico
- República Dominicana
- Romania
- Escòcia
- Síria
- Espanya
- Estats Units
- Seychelles
- Suïssa
- Trinitat i Tobago
- Turquia
- Hongria
- Unió Soviètica
- Uruguai
- Veneçuela

Participaren només al torneig open:
- Algèria
- Andorra
- Angola
- Antigua i Barbuda
- Antilles Neerlandeses
- Bahames
- Brunei
- Barbados
- Bermudes
- Bolívia
- Botswana
- Brunei
- Canadà
- Txecoslovàquia
- Xile
- Xipre
- Costa Rica
- Equador
- Egipte
- El Salvador
- Fiji
- Gàmbia
- Ghana
- Jordània
- Guernsey-Jersey[11]
- Haití
- Hong Kong
- Hondures
- Islàndia
- Illes Verges Britàniques
- Kenya
- Líban
- Líbia
- Luxemburg
- Mali
- Malta
- Marroc
- Mauritània
- Maurici
- Nicaragua
- Pakistan
- Palestina
- Papua Nova Guinea
- Paraguai
- Perú
- Qatar
- San Marino
- Senegal
- Singapur
- Sri Lanka
- Sudan
- Tailàndia
- Tunísia
- Uganda
- Iemen del Nord
- Iemen del Sud
- Zàmbia
- Zimbàbue